# Selva dei Molini
Selva dei Molini (en allemand, Mühlwald) est une commune italienne d'environ 1 400 habitants située dans la province autonome de Bolzano dans la région du Trentin-Haut-Adige dans le nord-est de l'Italie.

## Administration
| Période                                  | Période | Identité | Étiquette | Qualité |
| ---------------------------------------- | ------- | -------- | --------- | ------- |
|                                          |         |          |           |         |
| Les données manquantes sont à compléter. |         |          |           |         |

### Hameaux
Selva di Fuori, Lappago

### Communes limitrophes
Les communes limitrophes sont  Campo Tures, Chienes, Falzes, Finkenberg, Gais, Terento, Val di Vizze, Valle Aurina et Vandoies.